# Kartezični produkt
Kartézični prodúkt (tudi kartézijski prodúkt ali redkeje prémi prodúkt) je matematična operacija med množicami. Kartezični produkt množic {\displaystyle A} in {\displaystyle B} je množica {\displaystyle A\times B}, ki vsebuje vse urejene pare {\displaystyle (a,b)}, kjer je {\displaystyle a} element {\displaystyle A} in {\displaystyle b} element {\displaystyle B}:
{\displaystyle A\times B=\{(a,b)\mid a\in A\land b\in B\}\!\,.}
Če ima prva množica kartezičnega produkta {\displaystyle n} elementov, druga množica pa {\displaystyle m} elementov, potem ima njun kartezični produkt {\displaystyle n\cdot m} elementov.
Namesto urejenih parov lahko definiramo tudi urejene trojice, četverke, in tudi urejene n-terice. Tako je {\displaystyle A\times B\times C} množica urejenih trojic s prvo koordinato iz {\displaystyle A}, drugo iz {\displaystyle B} in tretjo iz množice {\displaystyle C}.

## Primer

### Komplet kart
Ilustrativen primer je standardni paket 52 kart. Vrste igralnih kart {A, K, Q, J, 10, 9, 8, 7, 6, 5, 4, 3, 2} tvorijo množico 13 elementov. Simboli kart {♠, ♥, ♦, ♣} tvorijo množico 4 elementov. Kartezični produkt teh množic je 52-elementna množica, sestavljena iz 52 urejenih parov, ki ustrezajo vsem 52 možnim igralnim kartam.
Vrsta karte × Simbol vrne množico v obliki {(A, ♠), (A, ♥), (A, ♦), (A, ♣), (K, ♠), ..., (3, ♣), (2, ♠), (2, ♥), (2, ♦), (2, ♣)}.
Simbol × Vrsta karte vrne množico v obliki {(♠, A), (♠, K), (♠, Q), (♠, J), (♠, 10), ..., (♣, 6), (♣, 5), (♣, 4), (♣, 3), (♣, 2)}.

## Lastnosti
Iz opisa urejenih parov sledi, da kartezični produkt ni komutativen. V splošnem namreč velja:
{\displaystyle A\times B\neq B\times A}
Prazen kartezični produkt:
{\displaystyle A\times B=\emptyset } natanko tedaj, ko je {\displaystyle A=\emptyset } ali {\displaystyle B=\emptyset }.
Kartezični produkt in presek:
{\displaystyle (A\cap B)\times (C\cap D)=(A\times C)\cap (B\times D)=(A\times D)\cap (B\times C)}.
Monotonost kartezičnega produkta:
Če je {\displaystyle A\subseteq C} in {\displaystyle B\subseteq D}, potem je {\displaystyle A\times B\subseteq C\times D}.